# Labidesthes sicculus

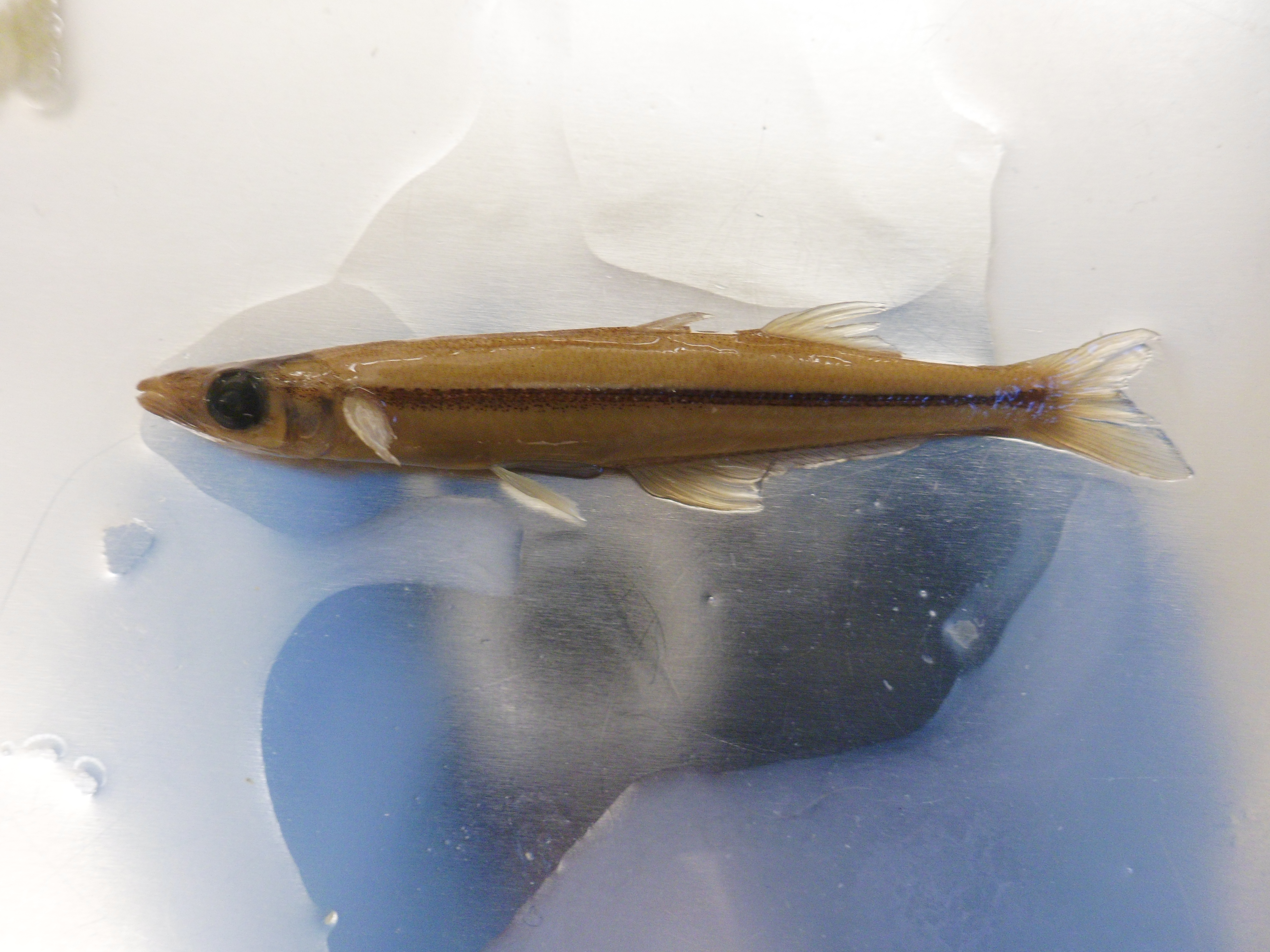
Labidesthes sicculus.

Labidesthes sicculus (Cope, 1865) é uma espécie de pequeno peixe de água doce com distribuição natural restrita ao leste e centro da América do Norte, onde ocorre em lagos e rios com águas lentas entre os Grandes Lagos, a bacia do Mississippi e as planícies costeiras do Golfo do México. É a única espécie do género monotípico Labidesthes, nativo da região neotropical. 

## Descrição
L. sicculus sobrevive melhor em águas límpidas com vegetação aquática abundante, sendo a turbidez elevada uma das limitações em matéria de habitat. A espécie alimenta-se de zooplâncton, copépodes, larvas de insectos e insectos alados.
A época de postura é durante a primavera e o princípio do verão.
A área de distribuição natural de L. sicculus vai dos Grandes Lagos para sul pela bacia do rio Mississippi até às planícies costeiras do Golfo, ocorrendo no território de 27 estados norte-americanos e em partes do Canadá. A espécie é nativa na maioria das massas de água daquela região, mas foram feitos povoamentos fora dessa área para alimento de espécies predadoras usadas em pesca lúdica.
Em toda a sua área de distribuição, a espécie ocorre em lagos de águas doces, lagoas, reservatórios, poças, troços lênticos de rios e em pequenos cursos de água. As condições ambientais variam de águas frias a águas quentes, com grande tolerância em matéria de gradiente térmico e vegetação. Contudo, a espécie prefere consistentemente águas límpidas com baixas concentrações de material sólido, sendo vulnerável a águas túrbidas.
No Tennessee, as populações da espécie decresceram pouco depoois da construção do canal Tennessee-Tombagbee Waterway, provavelmente devido à introdução de espécies competidoras.
L. sicculus ocupa uma posição próxima da base da cadeia trófica, sendo predado por muitas espécies de peixes de maiores dimensões. Apesar de também capturar copépodes, larvas de insectos e insectos alados, a dieta da espécie é maioritariamente constituída por zooplâncton, comportando-se como predadores altamente especializados, com os pulgas-de-água constituindo 80% da sua ingestão média, a que se seguem os pequenos insectos voadores e as larvas de mosca e mosquitos. A dieta varia comos estágios de vida e com as estações do ano. Os juvenis predam mais os pequenos peixes, evoluindo para uma dieta de insectos imaturos. Durante o inverno a espécie alimenta-se de crustáceos planctónicos.
Devido à introdução de espécies exóticas, tanto intencional como acidental, L. sicculus é obrigado a competir por fontes de alimento. Especificamente, a espécie foi forçado a competir com a espécie não-nativa Menidia beryllina, que foi introduzida em resultado da construção canais interligando bacias hidrográficas distintas. Esta competição forçada por recursos levou a uma redução nas populações de L. sicculus.
L. sicculus reproduz-se no verão, a partir de finais de Maio a meados de Agosto. A esperança média de vida da espécie é de apenas um ano. Durante o primeiro ano de vida, os juvenis apresentam um crescimento rápido, crescendo até um milímetro por dia, atingindo rapidamente um comprimento máximo de cerca de 8 cm.
Os juvenis atingem a maturidade sexual no primeiro verão de vida, a fim de se reproduzirem nesse mesmo ano. Alguns estudos indicam que a espécie se reproduz por fecundação interna, embora isso não tenha sido inteiramente confirmado. Quando os ovos são libertados, apresentam um filamento ligado à sua superfície, o que permite que os ovos sejam presos a troncos de árvores submersos, plantas aquáticas e pedras.
Ao contrário do que acontece com outras espécies aparentadas, a temperatura ambiente não afecta a determinação do sexo do peixe. Após a eclosão dos ovos, os juvenis nadam imediatamente para longe ddas margens, encaminhando-se para águas mais profundas, mas permanecem perto da superfície. Os juvenis recém eclodidos do ovos  reúnem-se em grandes cardumes, iniciando um conjunto de migrações ao longo do seu ciclo de vida. Não são conhecidas alterações induzidas pelos humanos que afectem a história de vida da espécie, embora mudanças induzidas pela acção humana tenham sido relatadas como afectando mais fortemente as populações em vez da etologia dos espécimes.
A intervenção humana, através de introdução de espécies, alteração de habitat, poluição e construção de barragens e outras estruturas no leito dos cursos de água, tem causando o declínio da população desta espécie e de outros peixes de água doce. As espécies de peixes de água doce representam a maioria das extinções entre os teleósteos. Para estabilizar e aumentar as populações, não deveria ser permitida a construção mais represas ou canais nos cursos de água da região. Além disso, a poluição necessita de ser controlada, pois a escorrência dos terrenos agrícolas cria águas turvas que a espécie não tolera. Amostragem da qualidade dos cursos de água é feita por organizações como a USFWS e TVA (localmente), o que permite a monitorização do estado das populações e o controlo do estado químico das águas. O excesso de pesca e a hibridização não estão a causar o declínio das populações da espécie, mas as espécies invasoras e a destruição de habitat têm grande impacte sobre a estabilidade daquelas populações. Algumas áreas já estão reservados para a preservação de espécies de peixes endémicos, mas mais precisa ser feito.